# Culicoides reconditus
Culicoides reconditus är en tvåvingeart som beskrevs av Campbell och Pelham-clinton 1960. Culicoides reconditus ingår i släktet Culicoides och familjen svidknott. Inga underarter finns listade i Catalogue of Life.